# Acipenser ruthenus
Sterlet (Acipenser ruthenus), uma espécie preponderantemente potamódrama, é um dos menores esturjões, e habita rios da Eurásia e seus afluentes. Ele é criado em tanques e também pescado nos seus ambientes naturais, para o consumo da sua carne e ovas – na forma de caviar – e também para a produção de isinglass (cola de peixe).

## Características
O sterlet chega a 125 centímetros de comprimento e atinge um peso de até 16 quilogramas. A idade máxima registrada para esta espécie foi de 20 anos. Ao atingir a maturidade, o seu comprimento médio é de 40 a 45 centímetros.

## Habitat e ecologia
O sterlet vive em rios grandes, geralmente em áreas de correnteza e nas partes mais profundas. Esta é uma espécie de água doce; as populações anádromas foram extintas. Os machos reproduzem-se pela primeira vez entre 3 e 5 anos de idade, e as fêmeas entre 5 e 8. Nas populações siberianas o amadurecimento sexual se dá mais tarde.
Esta espécie vive nos rios que desaguam no Mar Negro, no Mar de Azov e no Mar Cáspio. Na Sibéria o sterlet é encontrado da bacia do rio Ob à do rio Ienissei. Populações substanciais existem atualmente nas bacias dos rios Volga, Ural e Danúbio. Foi introduzido na bacia do rio Pechora de 1928 a 1950, e também no lago Ladoga. A aquacultura resultou na introdução intencional ou acidental do sterlet em toda a Europa, incluindo represas da Rússia, onde formaram-se populações autossustentáveis. O sterlet é nativo de regiões dos seguintes países: Áustria, Azerbaijão, Bielorrússia, Bósnia e Herzegovina, Bulgária, República Popular da China, Croácia, Alemanha, Hungria, Cazaquistão, Moldávia, Romênia, Rússia, Sérvia, Eslovênia e Ucrânia.

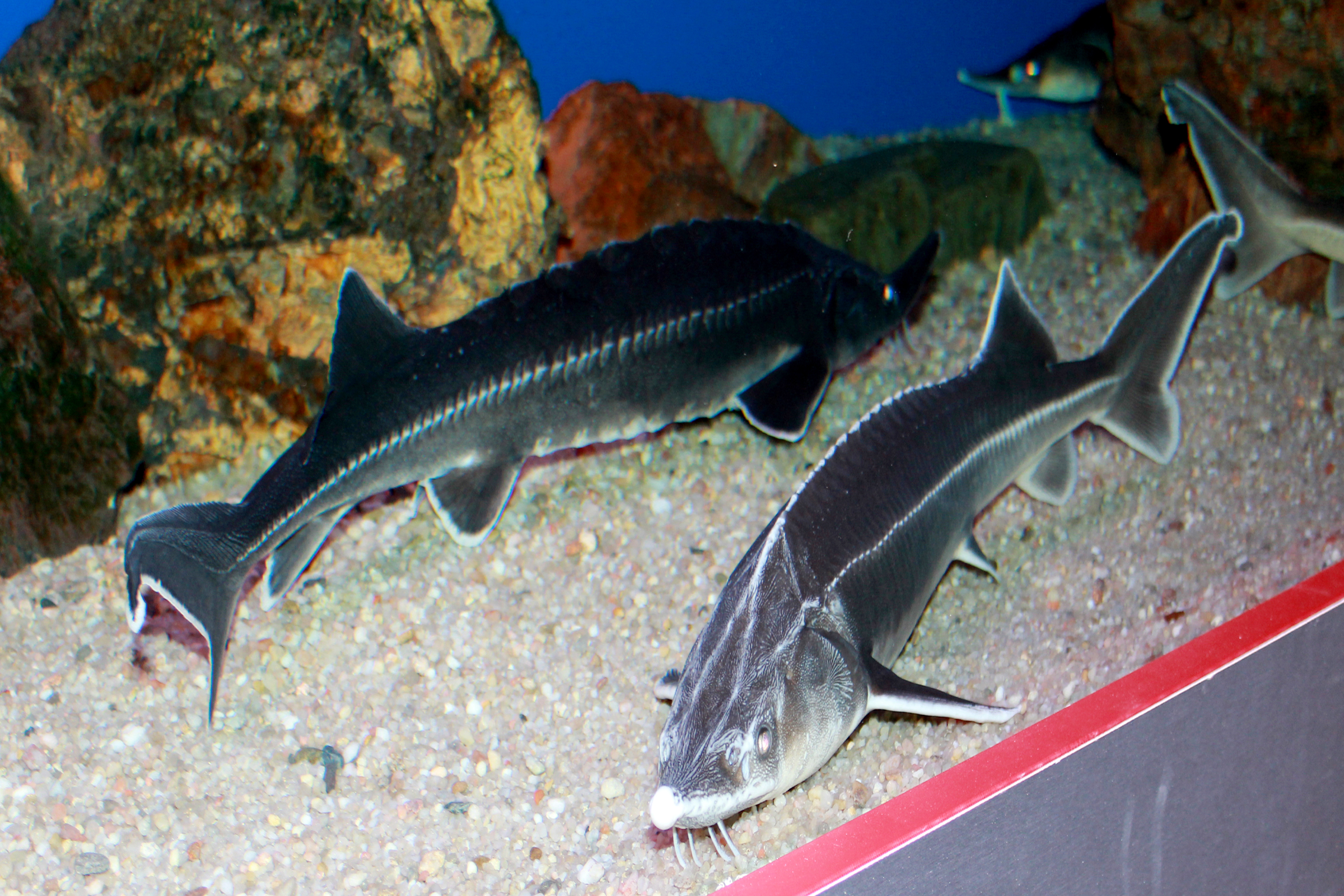
On exhibition Subaqueous Vltava, Prague

## Principais ameaças
A pesca excessiva, principalmente para o consumo da carne, é a maior ameaça a esta espécie. Mas ele também é capturado para a extração de ovas com as quais se produz caviar. No mar Cáspio e no mar de Azov a pesca ilegal de todas as espécies de esturjão é de 6 a 10 vezes maior do que o limite legal permitido. O comércio internacional consiste principalmente de indivíduos jovens vivos utilizados na aquacultura e aquários. Estes indivíduos são quase que exclusivamente derivados da aquacultura.
A construção de barragens, a partir da década de trinta, provocou a perda de áreas de reprodução para a espécie. Atualmente a sua reprodução depende do controle do nível das águas pelas usinas hidroelétricas.
A poluição, incluindo aquela provocada por derivados do petróleo, fenóis, bifenilpoliclorados e mercúrio ameaçam a espécie na bacia dos Rio Volga e dos rios siberianos.
É possível que, atualmente, indivíduos híbridos, produzidos artificialmente a partir do Huso huso, introduzidos na década de oitenta no Rio Don, estejam cruzando com populações nativas.